# Tingupa tillamook
Tingupa tillamook är en mångfotingart som beskrevs av Shear 1981. Tingupa tillamook ingår i släktet Tingupa och familjen Tingupidae. Inga underarter finns listade.